# マグニチュード岸和田
マグニチュード岸和田（マグニチュードきしわだ、1971年5月9日 - ）は、日本の覆面レスラー。本名：藤田 豊成（ふじた とよなり）。

## 経歴
1993年1月20日、オリエンタルプロレス後楽園ホール大会で藤田 豊成（ふじた とよなり）として対高杉正彦戦でデビュー。12月、オリエンタルプロレスが解散。
1994年2月、新格闘プロレスに入団。11月、新格闘プロレスが解散。
1995年、SPWF、レッスル夢ファクトリー、西日本プロレス、東京プロレス、PWC、FMWなどに参戦していた。
1996年から1997年、新生W★INGに闘龍（とうりゅう）としてレギュラー参戦していた。
1998年、SPWFに紫炎龍（しえんりゅう）としてレギュラー参戦していた。
1999年、大阪プロレスに入団して怪獣Zマンドラ（怪獣ゼータ・マンドラ）として登場。
2001年8月24日、ブラックバファロー&ツバサ組に勝利して村浜武洋と共に大阪プロレスタッグ王座を獲得。同年、ルード軍「FLUxx」に加入。
2002年1月、"ビッグボス"MA-G-MA（"ビッグボス"マグマ）として登場。1月3日、アステカ&ミラクルマン組に勝利して大王QUALLTと共に大阪プロレスタッグ王座を獲得。11月9日、「天王山」に出場して優勝。
2003年2月、リーダーのGammaがFLUxxを離脱したことで解散。同年、ルード軍「岸和田愚連隊」を結成。11月9日、「天王山」に出場して優勝。
2004年5月から6月、新日本プロレスで開催された「BEST OF THE SUPER Jr.」に出場。10月2日、ビリーケン・キッドに勝利して大阪プロレス王座を獲得。11月3日、「天王山」に出場して優勝。
2005年4月、大阪プロレスを退団。6月22日、DRAGON GATE後楽園ホール大会でヒールユニット「Blood Generation」に加入してリングネームをマグニチュード岸和田（マグニチュードきしわだ）に改名。
2006年4月23日、DRAGON GATE大田区体育館大会でBlood Generationを脱退してヒールユニット「マッスル・アウトローズ」を結成。
2008年2月3日、アゼリア大正でデビュー15周年記念興行を開催。5月14日、マッスル・アウトローズが解散。5月31日、DRAGON GATE神戸サンボーホール大会でユニット「絶倫ズ」を結成。8月10日、アゼリア大正で自主興行「MAGNITUDE 1.0」を開催。
2009年1月11日、アゼリア大正で自主興行「MAGNITUDE 2.0」を開催。4月、絶倫ズが解散。11月7日、DRAGON GATE後楽園ホール大会でユニット「ベテラン軍」に加入。11月15日、世界館で自主興行を開催。
2010年1月、ベテラン軍が解散。
2012年7月8日、淀川区民センターで自主興行「お前ら見たらわかるやろ!」を開催。
2013年9月23日、道頓堀プロレス道頓堀アリーナ大会でユニット「道頓堀防衛軍」を結成。11月17日、道頓堀アリーナでデビュー20周年記念大会を開催。12月16日、アサヒスーパーライト館岸和田店駐車場特設リングで自主興行を開催。
2014年1月13日、道頓堀防衛軍を脱退。

## 得意技
横幅があり、投げ技と巨体を活かしたパワーファイターだが見た目から想像が及ばないほど身が軽く、空中技も得意としている。
ラストライド（LR）
二段階式のパワーボム。相手を頭上に抱え上げた後、相手のタイツを掴んだままウエイトリフティングのように頭上にもう一段階持ち上げ投げ捨てるように前方へ叩きつける技。叩きつけたときにリングが揺れるほどの威力と迫力がある。「オマエらL・R（ラストライド）じゃあ!」と大見得をきってからやるのがお約束。
マンドリラー
いわゆるフィッシャーマンズバスター。Zマンドラ時代から使い続けている技でもある。若手選手相手にはフィニッシュになることもある。
ムーンサルトプレス
コーナーポストからだけではなく、その場飛び式も用いる。
串刺し式フライングボディアタック
コーナーに釘付けにした相手に対して走りこんで放つ体当たり。リング中央付近から飛び上がるため飛距離が長い。
ダブルアーム・スープレックス
主に投げっぱなしで使う。かなり高い角度で放物線を描くように放り投げる。
ラリアット
持ち前のパワーのため、体重が軽いレスラーはその場で一回転する程の威力がある。
ダイビング・ボディ・プレス
スピードのある鋭いボディ・プレスでフィニッシュに用いることも多い。
垂直落下式ブレーンバスター
ブラックバファローや小峠篤司などをTKOした技。
奇声ストンピング
コーナーで座り込んだ相手に奇声を発しながらストンピングを落とす。
ちなみにこの技はGammaとよく行なっておりマッスルの他のメンバーは入ることのできない技らしい。なお、技を終えた後には『オッケー、オッケー』とするのがお約束である。

## 入場曲
- PRAY FOR THE DEAD（LOUDNESS）

## タイトル歴
- 大阪プロレス王座
- 大阪プロレスタッグ王座
- 天王山優勝
- WDW王座
- 道頓堀最強男優勝
- 道頓堀最強タッグキング優勝
- JWF認定タッグ王座
- DEPタッグ王座
- DOVEタッグ王座
- オープン・ザ・ドリームゲート王座
- オープン・ザ・トライアングルゲート王座
- FUCK!認定世界覆面王座
- UNBELIEVABLE TAG TOURNAMENT優勝
- チームでら認定ドラツェーガー王座

## 映画出演
- おっさんのケーフェイ（2019年2月16日） ‐ 本人役[2]